# Granvin
Granvin (Nynorsk: Granvin herad) is een voormalige gemeente in de Noorse provincie Vestland. De gemeente telde 933 inwoners in januari 2017.
Op 1 januari 2020 fuseerde de gemeente met Voss, die beide deel uitmaakte van de op dezelfde dag opgeheven provincie Hordaland, tot de huidige gemeente Voss herad, die deel ging uitmaken van de op dezelfde dag gevormde provincie Vestland.
Askøy · Austevoll · Austrheim · Bergen · Bømlo · Eidfjord · Etne · Fedje · Fitjar · Fjell · Fusa · Granvin · Jondal · Kvam · Kvinnherad · Lindås · Masfjorden · Meland · Modalen · Odda · Os · Osterøy · Øygarden · Radøy · Samnanger · Stord · Sund · Sveio · Tysnes · Ullensvang · Ulvik · Vaksdal · Voss

Gemeenten in de provincie bij de opheffing op 1 januari 2020